# Miriam Bryant
Miriam Bryant (n. 8 de marzo de 1991, Gotemburgo, Suecia) es una cantautora sueca. Su voz es comparada con la de Adele, y su parecido físico con Megan Fox.

## Biografía
Bajo la influencia de la herencia musical de su padre británico y la melancolía de su madre finlandesa han convencido a Miriam Bryant en noviembre de 2011 para componer canciones junto a su amigo de la infancia Victor Rådström que a su vez hace las veces de productor y compositor. Cuatro meses más tarde produjo tres canciones que fueron incluidas en su primer sencillo "Finders Keepers", lanzado en marzo de 2012 a través del sello discográfico 100Songs. La canción captó la atención mundial entre los blogueros y sitios de música.
MTV de los Estados Unidos la consideró como "Artista de la semana" gracias a su sencillo "Finders Keepers," el cual ingresó al Top 100 de la lista de la radio alemana.
Luego de la repercusión de su sencillo debut, la llevó a firmar con EMI Music en Alemania y luego en junio, acordó con los países nórdicos a través de EMI Music Suecia. En 2012, también realizó presentaciones en varios clubes de Alemania.
En marzo de 2013 lanzó su álbum debut Raised in Rain del cual se desprende el sencillo "Push, Play". Este llegó a ubicarse en el número 13 en Suecia. En septiembre de 2013, el productor ruso Zedd lanzó una versión remezclada de "Push, Play" incluido en la reedición de su álbum Clarity y en 2014 fue invitada a colaborar en su sencillo «Find You», la cual está incluida en la banda sonora de la película Divergent.

## Discografía

### Álbumes
En estudio
- 2013: Raised in Rain
- 2021: PS jag hatar dig

Extended plays
- 2015: I Am Dragon
- 2016: Hisingen och hem igen

### Sencillos
| Año  | Título                                             | Mejores posiciones | Mejores posiciones | Mejores posiciones | Certificaciones | Álbum                     |
| Año  | Título                                             | SUE                | ALE                | AUT                | Certificaciones | Álbum                     |
| ---- | -------------------------------------------------- | ------------------ | ------------------ | ------------------ | --------------- | ------------------------- |
| 2012 | «Finders, Keepers»                                 | —                  | 46                 | 51                 |                 | Raised in Rain            |
| 2012 | «Raised in Rain»                                   | —                  | —                  | —                  |                 | Raised in Rain            |
| 2013 | «Push, Play»                                       | 12                 | —                  | —                  | - SUE: Oro      | Raised in Rain            |
| 2014 | «Find You» (Zedd con Matthew Koma y Miriam Bryant) | —                  | —                  | —                  |                 | Banda sonora de Divergent |
| 2014 | «Dragon»                                           | 29                 | —                  | —                  | - SUE: Oro      | I Am Dragon               |
| 2015 | «One Last Time»                                    | 4                  | —                  | —                  |                 | Hisingen och hem igen     |
| 2015 | «Ett sista glas»                                   | 4                  | —                  | —                  |                 | Hisingen och hem igen     |
| 2015 | «Life Is a Flower»                                 | 11                 | —                  | —                  |                 | Hisingen och hem igen     |
| 2015 | «Stationen»                                        | 6                  | —                  | —                  |                 | Hisingen och hem igen     |
| 2015 | «The Only One»                                     | 15                 | —                  | —                  |                 | Hisingen och hem igen     |
| 2015 | «Allt jag behöver»                                 | 2                  | —                  | —                  |                 | Hisingen och hem igen     |
| 2016 | «Black Car»                                        | 2                  | —                  | —                  |                 |                           |
| 2017 | «Rocket»                                           | 21                 | —                  | —                  |                 |                           |